# Catherine Lim
Catherine Lim (chino simplificado: 林宝音; pinyin: Lín Bǎoyīn) es una autora de ficción singapurense conocida por escribir acerca de la sociedad singapurense y de la cultura tradicional china. Nombrada como la "decana de los escritores de Singapur", Lim ha publicado más de 10 colecciones de historias cortas, cinco novelas, dos colecciones de poemas y numerosos comentarios políticos hasta la fecha. Su comentario social en 1994, titulado The PAP and the people - A Great Affective Divide y publicado en The Straits Times criticó la agenda de los partidos políticos líderes.